# NGC 5425
NGC 5425 is een spiraalvormig sterrenstelsel in het sterrenbeeld Grote Beer. Het hemelobject werd op 16 juni 1884 ontdekt door de Amerikaanse astronoom Lewis A. Swift.

## Synoniemen
- UGC 8933
- MCG 8-26-1
- ZWG 247.2
- IRAS 13588+4841
- PGC 49889